# Wood Lane (Central Line)

Lage der Stationen in der Gegend um Shepherd’s Bush

Wood Lane war der Name zweier heute geschlossener Stationen der London Underground. Sie lagen beide in unmittelbarer Nähe, waren aber betrieblich nicht miteinander verbunden. Eine war Bestandteil der Metropolitan Line und die andere eine Station in einer Wendeschleife der Central Line. Die Station der Central Line befand sich zwischen den heutigen Stationen Shepherd’s Bush und White City.

## Geschichte
Beide Stationen wurden im Rahmen der Franco-British Exhibition im Jahr 1908 eröffnet, Central London Railway (Central Line) am 14. Mai und Metropolitan Railway (Metropolitan Line) am 1. Mai. Ursprünglich waren sie so geplant worden, dass sie nur während der Dauer der Ausstellung auf dem angrenzenden Messegelände genutzt werden sollten. Allerdings waren sie auch danach noch in Betrieb, um Besucher zu verschiedenen Ausstellungen und Messen zu befördern.
Am 30. Juli 1900 erfolgte die Eröffnung des Streckenabschnitts zwischen Bank und Sheperd’s Bush. Nördlich der letztgenannten Station entstand das Wood Lane-Depot der Central London Railway mitsamt Elektrizitätswerk. Für die Franco-British Exhibition baute man im Jahr 1908 eine eingleisige Schleife um das Depot herum und an dessen nördlichsten Punkt einen Bahnsteig für die Messebesucher. Auch das White City Stadium sorgte für ein hohes Fahrgastaufkommen.
1917 begann der Bau einer Erweiterung nach Ealing Broadway, für die man zwei weitere Bahnsteige baute. Die Verlängerung ging am 3. August 1920 in Betrieb. Die an der Wood Lane endenden Züge nutzten weiterhin den Bahnsteig innerhalb der Schleife. Wegen der beengten Verhältnisse an der Wood Lane wurde am 23. November 1947 einige hundert Meter weiter nördlich eine neue Station namens White City eröffnet. Die Station Wood Lane war tags zuvor geschlossen worden.
Bis 2003 blieben die drei Bahnsteige erhalten und als Materiallager für das noch immer vorhandene dortige Depot in Verwendung. Wegen der Verwirklichung des Stadtentwicklungsprojekts Westfield London sind die Oberflächenbauten inzwischen abgerissen worden. Ein Teil der Fassade konnte gerettet werden und ist in die Obhut des London Transport Museum übergeben worden. Eine neue Station gleichen Namens entstand in unmittelbarer Nähe an der Hammersmith & City Line und wurde am 12. Oktober 2008 eröffnet.